# Villardemilo
Villardemilo (llamada oficialmente Santa María Madanela de Vilardemilo) es una parroquia y un lugar del municipio español de Viana del Bollo, en la provincia de Orense, Galicia.

## Toponimia
La parroquia también es conocida por los nombres de Santa Madanela de Vilardemilo, Santa Magdalena de Vilardemilo y Santa María de Villardemilo.

## Organización territorial
La parroquia está formada por dos entidades de población:
- Hermida (A Ermida)
- Vilardemilo

## Demografía

### Parroquia
| Gráfica de evolución demográfica de Villardemilo (parroquia) entre 2000 y 2023 |
|                                                                                |
| Datos según el nomenclátor publicado por el INE.                               |

### Lugar
| Gráfica de evolución demográfica de Vilardemilo (lugar) entre 2000 y 2023 |
|                                                                           |
| Datos según el nomenclátor publicado por el INE.                          |